# 見前村
見前村（みるまえむら）は、昭和30年（1955年）まで岩手県紫波郡にあった村。現在の盛岡市東見前・西見前・三本柳・津志田および津志田町・津志田中央・津志田西・津志田南にあたる。

## 地理
- 河川：北上川

## 沿革
- 明治22年（1889年）4月1日 - 町村制施行にともない、東見前村・西見前村・三本柳村・津志田村の計4か村が合併して見前村が発足。
- 昭和30年（1955年）4月1日 - 飯岡村・乙部村と合併し、都南村となる。

## 行政
- 歴代村長

| 代     | 氏名       | 就任                  | 退任                      | 備考 |
| ------ | ---------- | --------------------- | ------------------------- | ---- |
| 1〜2   | 吉田藤十郎 | 明治22年（1889年）5月 | 明治29年（1896年）3月     |      |
| 3      | 武藤文助   | 明治29年（1896年）4月 | 明治33年（1900年）4月     |      |
| 4      | 藤沢丑太郎 | 明治33年（1900年）4月 | 明治33年（1900年）12月    |      |
| 5      | 根田常次郎 | 明治34年（1901年）1月 | 明治42年（1909年）2月     |      |
| 6      | 鈴木仙次郎 | 明治42年（1909年）2月 | 大正2年（1913年）2月      |      |
| 7      | 藤沢丑太郎 | 大正2年（1913年）4月  | 大正6年（1917年）4月      | 再任 |
| 8      | 藤川清助   | 大正6年（1917年）5月  | 大正10年（1921年）5月     |      |
| 9      | 武藤清一   | 大正10年（1921年）5月 | 大正11年（1922年）10月    |      |
| 10     | 藤村千代吉 | 大正12年（1923年）2月 | 大正15年（1926年）4月     |      |
| 11〜13 | 吉田万次郎 | 大正15年（1926年）5月 | 昭和13年（1938年）4月     |      |
| 14     | 吉田耕一郎 | 昭和13年（1938年）5月 | 昭和15年（1940年）7月     |      |
| 15     | 熊谷愛助   | 昭和15年（1940年）7月 | 昭和20年（1945年）3月     |      |
| 16     | 武藤文一   | 昭和20年（1945年）3月 | 昭和21年（1946年）11月    |      |
| 17〜18 | 吉田小次郎 | 昭和22年（1947年）4月 | 昭和30年（1955年）3月31日 |      |